# Aysha fortis
Aysha fortis är en spindelart som först beskrevs av Eugen von Keyserling 1891.  Aysha fortis ingår i släktet Aysha och familjen spökspindlar. Inga underarter finns listade.